# شهمير سرا
شهمير سرا (بالفارسية: شهميرسرا)، التي تمت تسميتها أيضًا بالحروف اللاتينية باسم Shahmīr Sarā هي قرية في منطقة علي آباد زيبا كنار الريفية ، مقاطعة لاشت نيشا ، مقاطعة رشت ، مقاطعة جيلان ، إيران . بلغ عدد سكانها في تعداد 2006 ، 228 نسمة ، يتألفون من 74 عائلة.